# Tonlé Sap (rivier)

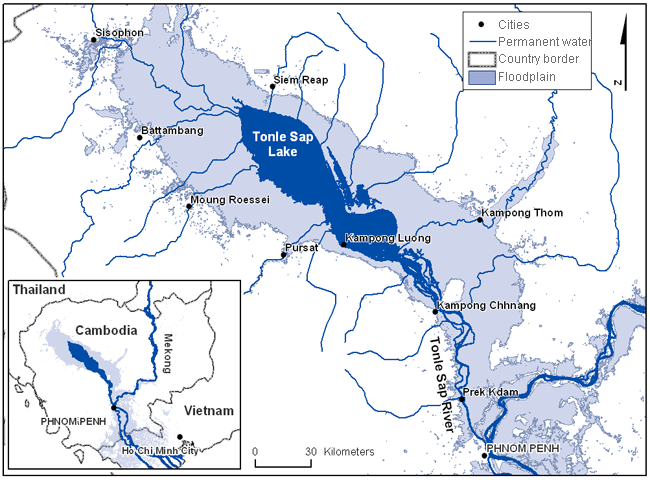
De Tonlé Sap en het Tonlé Sapmeer

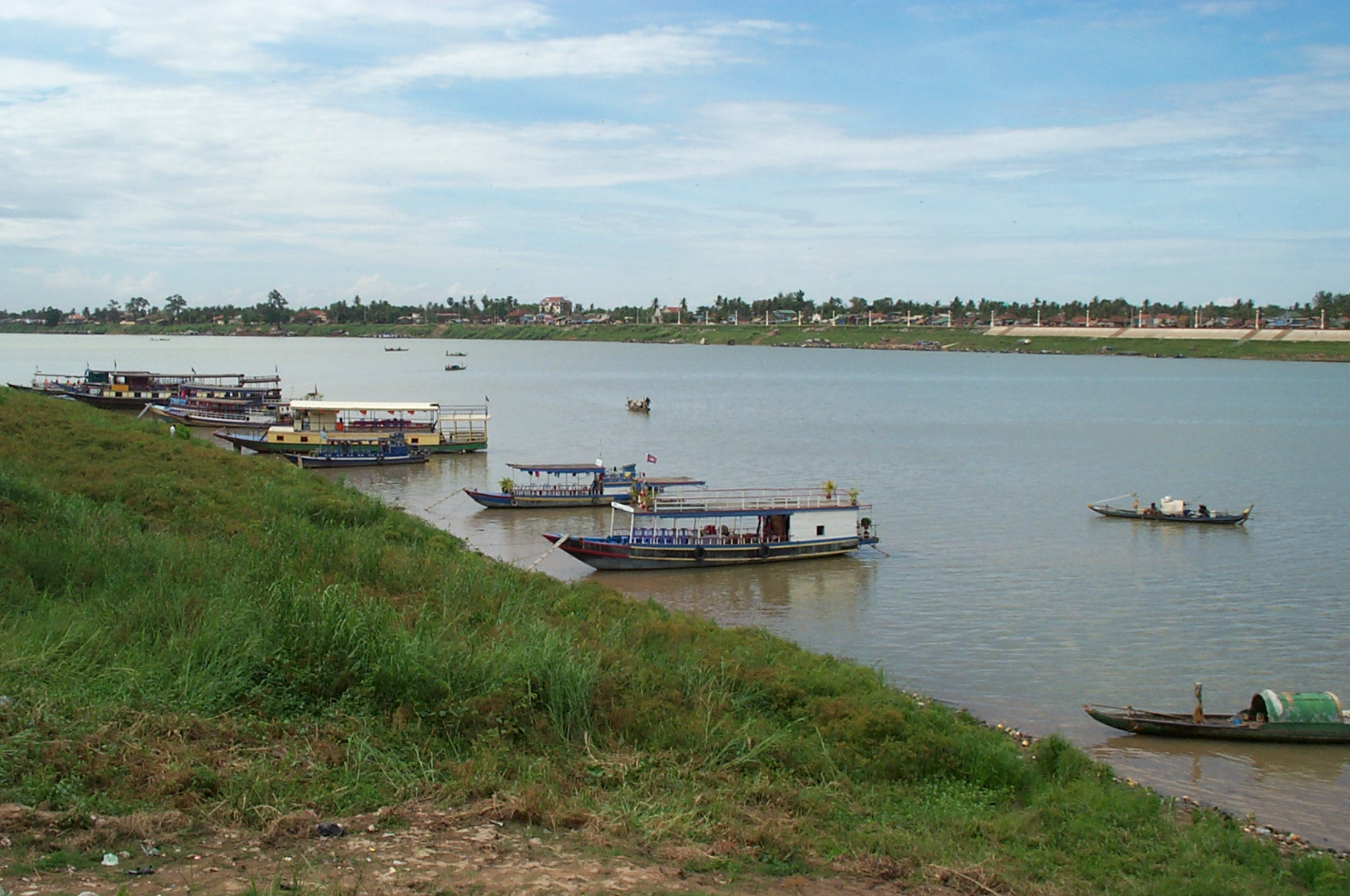
Boten op de Tonlé Saprivier

De Tonlé Sap is een rivier in Cambodja die het Tonlé Sapmeer met de Mekong bij Phnom Penh verbindt.
De rivier is uniek omdat het water afhankelijk van de periode van het jaar van stroomrichting verandert. Tijdens de droge tijd vloeit water het meer uit via de Tonlé Sap in de Mekong. Tijdens de regentijd is de waterstand in de Mekong echter zo hoog dat het water vanuit de Mekong via de rivier het Tonlé Sapmeer instroomt.
Als de waterstroom van meer-in verandert naar meer-uit, hangen vele dorpen langs de rivier grote netten in de rivier om zo de vis te vangen die letterlijk het meer uitstroomt. Veel mensen van overal uit de provincies in heel Cambodja komen dan ook naar de rivier om de vis te vangen en te verwerken in vissaus en tot gefermenteerde vis. Het verdronken land langs de oevers is ook belangrijk voor de rijstbouw.
Het seizoensgebonden drasland van de Tonlé Sap is door UNESCO erkend als biosfeerreservaat.